# 瀬田一花
瀬田 一花（せた いちか、1998年12月10日 - ）は、日本の元AV女優。ライフプロモーション所属。

## 略歴
2021年5月、E-BODY専属女優としてAVデビュー。デビュー作は、2021年のE-BODYにおいて一番売れたAV作品と『週刊プレイボーイ』で紹介される。
2021年8月より専属を離れ企画単体女優となるが、11月に再びE-BODY専属となる。
2022年7月5日の公式ツイッターで、Fitch専属となることを発表。
2024年7月にFitch専属を卒業し、再び企画単体女優となる。
2024年12月31日、同日をもってAV女優を引退することを自身のSNSを通じて発表した。

## 人物
- 趣味はお料理、特技はバスケットボール[1]。また、日常会話程度の英語、韓国語ができる[8]。

- 内気で活発でもなく友達もいないクラスの端っこにいるような子供だったが、留学したアメリカのオープンで陽気な感じに自身が染まったことで積極的な性格に大きく変わったとしている[9]。ライターの浜野きよぞうは「見た目がほわほわしていて、全然AV女優っぽくない」と容姿を表現している[10]。

- 男性に興味がなかったため、初体験は21歳と遅く、相手は当時付き合っていた3つ年上の彼氏[9]。

- 初めての彼氏は韓国人で、日本人との交際経験は無いことをYouTubeのインタビュー動画で語っている。

- デビュー前には韓国の動画配信サイト「アフリカTV」で配信を行っていた[8]。

- SNSで「自分の好きなことを仕事にしている人がいる」と知って、自分もそうできたら楽しいだろうと現在の所属事務所に連絡したのがAV女優となったきっかけ[9]。

- 長身かつ巨乳、巨尻という体型のため、作品内で着用する変形水着は全部メーカー側の手作り[10]。前述の浜野からは「AV界一変形水着が似合う恵体女優」と二つ名が付与された[10]。瀬田自身は変形水着は「恥ずかしいしドキドキする。だからいつも以上に感じやすくなる」[10]。「ポーズを変えるたびに水着がずれる、でもプレイ中は逆に隠そうとするしぐさが良かったりする」[10]。

- AVライターの芝田カズは、男性を包み込むような「よしよししながらの抱き着きベロチュー」、「授乳手コキ」が得意技と伝えている[11]。

## 作品
◎はBD版発売作品。

### アダルトDVD / BD
- 「父子家庭で家事はほとんど私がやってます! だから料理が得意です」 めっちゃ優しくて超家庭的!! 激むちGカップ 瀬田一花 おちんちんへの興味を抑えきれず E-BODY専属 AVデビュー（5月13日、E-BODY）◎
- 絶頂102回! 大痙攣96回! 潮吹き2250ml! 性格良すぎるむっちむちGcup はじめての中出し & 生ハメ大絶頂ドキュメント（6月13日、E-BODY）
- 身体も性格もセックスも家事も完璧な365日ヤレる最高の長身むちむちGcup女（7月13日、E-BODY）
- 彼女のお姉さんは巨乳と中出しOKで僕を誘惑（8月19日、OPPAI）
- 1日1組限定の隠れ宿! 常に若女将が密着つきっきりで丁寧に貴方の肉棒をもてなす最高の射精旅館（9月7日、Fitch）
- 産後倦怠期の妻が授乳中の15分の間巨乳シッターさんの誘惑おっぱいに甘えて 何度も時短中出ししてしまった…。（9月21日、MOODYZ）
- バイト先NTR 欲求不満な人妻の愚痴を聞いていたら毎日中出しSEXできた（9月21日、溜池ゴロー）[12]
- 優しすぎる家事代行若妻の豊満デカ尻に欲情してフル勃起! 見かねてヌイてくれたその日から家に来る度ヤリまくった（9月21日、E-BODY）
- コンドームが破れてまさかの生ハメ! 超加速するピストンで何度も中出し!（10月5日、ワンズファクトリー）
- マッチングアプリでGET! 「彼氏じゃ物足りなくて…♡」清楚だけど浮気願望アリ♡ Gカップ巨乳女子大生と会ったその日に即ハメ いちかさん(22歳)（10月5日、ナンパJAPAN）※「いちか」名義
- 絶倫兄弟 解放された隠れ絶倫妻の凄まじい肉欲（10月19日、エムズビデオグループ）
- 絶対にナマで連射させてくれる 連続中出しソープ（10月26日、本中）[13]
- 性格が優しすぎて裏オプサービスが過剰!? 絶対連射むっちむちメンズエステ嬢（11月16日、E-BODY）◎
- お嫁さんにしたい家庭的な激むちGcup娘 瀬田一花 E-BODY全3タイトル丸ごと全コーナー入りコンプリートBEST ほぼ8時間（11月16日、E-BODY）※単体ベスト
- 妻が不在の3日間豊満巨乳で喰い頃な連れ子JDをキメセク漬けして潮吹き肉便器にしてやった（12月7日、MOODYZ）
- 残業中に大雨で帰れなくなり面倒見の良い先輩宅に泊まることに…濡れた豊満ボディと無防備なパジャマ姿に興奮した僕は嫁がいるのに朝まで何度も不倫中出し（12月21日、E-BODY）

- 僕より背の高い激むち彼女のモチモチ女体密着乳首責めに射精拒否できない（1月18日、E-BODY）◎
- 童貞君と瀬田一花の1ヶ月同棲ドキュメント むちむちボディと持ち前の優しさで筆下ろしも家事も全力でご奉仕させてみた（2月15日、E-BODY）[14][15]
- 175cm豊満ボディに溜まった水分と性欲全て無くす。汗4890ml 潮5630ml 禁欲後の体液全放出ハードファック（4月5日、E-BODY）
- 「私が弄ってあげるんだからいっぱい喘いでね?」 むっちり肉感美女に二度と勃起できなくなるまで痴女られ、弄られ、無茶苦茶搾り取られたいっ!（4月19日、E-BODY）
- 生理的にムリな義父の絶倫チ●ポがドストライク 帰省中の3日間に渡る連続中出し性交に即イキが止まらない豊満女体（5月17日、E-BODY）
- 彼女が家に来ているときに限って… ブリンブリンなノーパン巨尻を擦りつけて僕の精子を根こそぎ搾り出す幼馴染（8月2日、Fitch）
- めっちゃ優しくて超家庭的! 激むちGcup 瀬田一花 E-BODY全11タイトル全コーナー収録 永久保存版12時間BEST（8月16日、E-BODY）※単体ベスト
- 髪を切りに行ったらこんな衣装で接客されてガチ勃起不可避! 大事なとこだけ全部丸出しのむっちり可愛い逆バニーがいる美容室（9月6日、Fitch）
- 高身長バレー部の清楚系彼女が先輩のモノになってしまう一部始終 丸新原作の超大ヒット同人NTRを遂に実写化!!（10月4日、Fitch）
- 大嫌いな上司と逃げ場の無い離島へ二人きりで出張中…エアコンとシャワーが壊れた密室で死ぬほど絶頂させられた2泊3日の汗だく相部屋SEX（11月15日、Fitch）

- 癒しフェイスとむっちりボディで男を悩殺 瀬田一花8時間BEST（6月6日、Fitch）※単体ベスト
- 匂いたつむっちりボディは欲情まみれでいつも汗だく! オチ○ポ大好き肉感未亡人のベロ舐め誘惑 瀬田一花（8月15日、Fitch）
- 図書館に勤める地味巨乳の部下が僕（上司）の中年デカチンSEXにはまり場所を選ばず求められて性欲尽きるまで中出し三昧 瀬田一花（9月19日、Fitch）
- フェロモン溢れ出すお姉さんの秘められた卑猥な性癖! 匂いたつケツ穴を見せつけ舐めさせ豊満デカ尻肉弾誘惑 瀬田一花（10月17日、Fitch）
- 乳首開発NTR ～健康診断で悪徳医師の罠に堕ちた巨乳若妻～ 瀬田一花（11月21日、Fitch）
- 僕がヤリチンになったワケ 実写版!! 瀬田一花（12月19日、Fitch）[16]

- 結婚祝いNTRキャンプ 会社で企画してくれたイベント中に快感に溺れていく僕の婚約者 瀬田一花（1月23日、Fitch）
- ゲリラ豪雨のたびに濡れ透けたカラダを犯されてしまう爆乳女教師 瀬田一花（3月5日、Fitch）
- 愛する彼氏を守るため… 店長の言いなり性奴隷となり媚薬中出し調教でイキ堕ちした爆乳アルバイト 瀬田一花（4月16日、Fitch）
- ムッチリ巨乳で犬みたいに人懐っこい僕の彼女は… バレーサークル内の男全員に廻されている貞操観念ゼロの中出しペットでした。 瀬田一花（5月21日、Fitch）
- 恥ずかしくてたまらない過激な水着モデルをさせられた女子社員 羞恥と快感が入り混じる媚薬調教にドハマりした長身巨乳ボディ 瀬田一花（6月18日、Fitch）[17]
- 発育の良過ぎる姉が裸族で無防備に誘惑してくるのでヤリまくった記録。 瀬田一花（8月6日、BeFree）
- 乳房や股間にピッタリ張り付く爆乳ボディラインで誘惑する隣の人妻… 全身ムチ透け悩殺マキシワンピは旦那不在の不倫OKサイン 瀬田一花（8月20日、OPPAI）
- 母親がいない僕に昔、義姉がくれたおっぱい授乳券を使って毎日密着甘むにゅホールドSEXしています。 瀬田一花（9月3日、MOODYZ）
- 終電を逃した地味巨乳の後輩を連れ込みヤルつもりが… ほろ酔いで立場逆転 汗だくプレスで朝まで痴女られ種搾り性交 瀬田一花（9月3日、ワンズファクトリー）
- 僕より高身長（174cm）のデカ尻デカパイ女上司はドMチ〇ポを見下しマウント種搾りプレスで押しつぶすムチビッ痴 瀬田一花（9月17日、MOODYZ）
- 猛暑だったあの夏、巨乳フェチの僕に刺さる長身ムチムチ人妻女上司の無頓着ノーブラ誘惑に理性を失い何度も何度もハメ燃え上がった汁だく不倫狭射17発（9月17日、OPPAI）
- 生活能力ゼロの汚部屋ズボラ義姉ちゃんを世話する代わりに即ズボ中出しOKの下品ムチ肉ま●こ貸してもらってます。 瀬田一花（10月1日、ワンズファクトリー）
- 去年まで女子校だったバレー部に入部したら… 男はボク一人!? ハードな練習と責任で欲求不満なキャプテン2人に教育と称したW密着汗だくBODYプレスで精子ぶっこ抜かれた思い出の日々 瀬田一花 天月あず（10月1日、MOODYZ）[18]
- 美爆乳の彼女が俺の親父に寝取られ種付けプレスされていた。 瀬田一花（10月8日、ダスッ!）
- 昔はイジメて泣かせてたのに…! 成長期を逃したボクより育ったデカい妹の密着プレスで仕返しされ今日も完敗射精してしまった。 瀬田一花（10月15日、MOODYZ）
- パワハラ常習のデカ乳パツパツ恵体オンナ上司から残業命令… 深夜のオフィスでおっぱい挑発されてパイズリとおま●こで性欲発散14射精 瀬田一花（10月15日、OPPAI）
- 「私の悩み聞いてくれるの?」 ワケ有りデカ尻人妻の秘密を知りハメ狂うアルバイト不倫中出し20発 瀬田一花（11月5日、MOODYZ）
- 近所に住んでる美少女をオジサンがねっとり種付けし続ける一部始終。 瀬田一花（11月5日、アタッカーズ）
- 実写版 ぼくの下宿性活について～エッチな従姉と2人きりで過ごす夏～ 売上2万部 原作ユズハ 新シリーズ始動（11月19日、MOODYZ）
- 長身むっちり爆乳ボディで小柄部下チ○ポを包み込み立チン出精させる甘痴女上司 瀬田一花（12月24日、ROYAL）
- 高身長175cmデカ尻巨乳の卑猥なむっちりボディ 瀬田一花 2nd 12時間BEST（12月31日、Fitch）※単体ベスト

- タッパと尻のデカい女がタイプです。チビ童貞と巨女お姉さんの巨姦SEX 瀬田一花（1月14日、ダスッ!）
- 爆ヌキ鬼どぴゅパネェ性欲えげつねー超肉感女に唾液にゅっるにゅるでメスサド誘惑されたらもうわしゃオシマイや! いっぱいローションぬ～るぬる! 肉トランス性交 瀬田一花（1月28日、ダスッ!）
- 超豊満ボディで肉体支援! 押しに弱すぎる美人自立支援職員にナマポ不正受給君がAV男優志望と偽りパツパツおっぱいと巨大美尻も不正受吸する棚ボタ支給（子宮）性活 瀬田一花（2月4日、DEEP'S）
- 子作りに乗り気じゃない夫のせいで欲求不満の巨乳妻は誰にでも中出しさせる町内会専用肉便器巨乳妻 瀬田一花（2月4日、グローリークエスト）
- 趣味:居酒屋巡りのセフレ同士。泥酔状態でしかセックスをしてこなかった僕達の…最後の夜。シラフで見る初めてのエロい女体に何度も抱き合い、朝まで中出しを繰り返した。瀬田一花（2月11日、Million）
- 母の親友 瀬田一花（2月18日、VENUS）
- 僕の妻は隣人のセフレ 瀬田一花（2月20日、プラネットプラス/七狗留）
- 『すぐそこまで精子上がってきてますよ?』 入院患者を亀頭先1mmまで溢れ出るほどの限界ギリギリ“ザー面張力チ●ポ”に育てた後、精子が枯渇するまでエンドレス搾精する逆夜●い痴女ナース（3月7日、DOC）
- セックスしないと死ぬ病 ～発症したらセックスは義務～ 実写版 シリーズ累計販売数22万部突破! 初作3話分を一挙収録!（3月18日、MOODYZ）
- Gcup巨乳花嫁 結婚式前夜NTR 悪友に託すイチかバチかの浮気実験 彼女は隠れて連射中出しSEXを楽しんでいました。瀬田一花（3月25日、ABC/妄想族）
- ママさんバレーの学生コーチを自宅に連れ込み若硬ち○ぽを即尺ねっとりフェラで何度もおしゃぶりごっくんする欲求不満なデカ尻豊満人妻 瀬田一花（4月1日、LUNATICS）
- 実写版 ぼくの下宿性活について2 ふたりのお姉さんと生ハメ快楽漬けの日々 シリーズ累計9万部超え 原作ユズハ（4月1日、MOODYZ）
- むっちりボディのピタピタ服で誘惑してくる巨乳デカ尻お姉さん 瀬田一花（4月10日、ヒビノ）
- 乳首開発電車 7（4月10日、ナチュラルハイ）
- 完全プライベート映像 グラマラス癒し女王 瀬田一花ちゃんと初めての二人きりお泊まり（4月15日、パコパコ団とゆかいな仲間たち/妄想族）
- むっちむち & パッツパツ!! 押しに弱い豊満ママの無自覚スーツ誘惑に股間はち切れフル勃起しちゃったボク。 瀬田一花（4月22日、グローリークエスト）
- マゾ覚醒人妻奴隷 瀬田一花（5月5日、プラネットプラス/七狗留）
- 水泳スクール見学ママ中出し 大人の巨乳を貪る男子たち（5月8日、ナチュラルハイ）
- 瀬田一花 AV引退 優しくてエロくて積極的な最初で最後の生々リアルSEX（6月3日、E-BODY）
- 旦那が出張中、2人きりの自宅でデカ尻叔母さんのお掃除尻に我慢できず即ハメデカチンピストンでケツ肉を揺らしたら痙攣膣イキ暴れ締めで何度も中出し金玉搾りされた。 瀬田一花（6月3日、LUNATICS）
- 彼女の姉に《彼女が酔い潰れている間に》寝取られてしまった僕…。 瀬田一花（7月22日、LUCY’S）

### アダルトVR
- マッチングアプリで知り合った子とデート初日にラブホへ… 性格最高の激むちGcupちゃんと出会ったその日にラブラブSEX（2021年7月5日、E-BODY）
- 優しすぎてエッチな要求を何でも受け入れてくれる むちむち巨乳ナースと僕との15日間の天井特化入院生活VR 瀬田一花（2022年4月24日、E-BODY）
- 保健室の先生のむっちむちボディとパイズリがヤバすぎて… 彼女も授業も放り出して校内で何度も禁断セックス 瀬田一花（2024年7月12日、kawaii*）
- ママさんバレー ムッチリボディエース × コーチのボク スポ根不倫VR 休日、ひとり自主練していた欲求不満エースに押し倒されてチ●コを猛烈アタックされたコーチのボク。 瀬田一花（2025年1月23日、SODクリエイト）
- 「私のおっぱい触ってみる?w」ヤったら即終了!! お節介幼馴染イチカの114cmむにゅむにゅオッパイ誘惑 瀬田一花（2025年1月31日、KMPVR）
- ダイエットしたい僕を狭い部屋で誘惑する派遣トレーナー ヌルテカ肉感ボディを股間に擦り付け焦らされる密着性交トレーニング 瀬田一花（2025年2月16日、KMPVR-彩-）
- 爆発しそうなおっぱいにねっとりたっぷりローションを揉み混ぜて…スキマ時間で淫乱秘書と社長のボクのぬるぬるデトックスセックス 瀬田一花（2025年3月20日、SODクリエイト）

### ネット配信
- いちか (buz011)（2021年11月19日、Buzzシロウト）
- せち (hoi357)（2024年12月27日、素人ホイホイZ）
- 精子提供を希望する人妻に夫に代わって孕ませ代行16【いちか】（2025年2月16日、街角シロウトナンパ）
- いちかさん (refuck161)（2025年6月27日、Re:Fuck）

### イメージDVD / BD
- One Flower（2021年9月3日、ファインピクチャーズ）◎
- キミをずっと見ていたい（2021年12月23日、Superlative）◎
- Clarity 瀬田一花（2023年3月24日、ファインピクチャーズ）◎

### 写真集
- 瀬田一花写真集『癒』（2021年12月23日、ジーウォーク、撮影：篠原潔）ISBN 978-4-86717-266-7 [19]

### デジタル写真集
- One Flower デジタル写真集 瀬田一花（2021年9月10日、ファインピクチャーズ、撮影：SHOOTING STAR）
- れいむ 瀬田一花 vol.01～vol.06（2022年4月1日、ジーウォーク、撮影：篠原潔）
- 瀬田一花 匂い立つ豊潤（2024年9月13日、徳間書店、撮影：清田大介）

## 出演

### ウェブテレビ
- ロンドンハーツABEMA特別編（2022年5月31日、ABEMA）アンケート協力[20]

### 雑誌
- 月刊FANZA 2021年11月号（ジーオーティー） - インタビュー「人気女優NOW」
- 週刊実話 2021年12月2日号（日本ジャーナル出版）- 袋とじ「瀬田一花 むっちり巨乳inスイートルーム」
- 週刊大衆 2021年12月20日号（双葉社） - グラビア「Gカップ新星「南国ヘアヌード」解禁」